# 왕유귀
왕유귀(王柳貴, ?~?)는 백제의 오경박사이다. 554년에 백제 성왕 때 일본에 파견되어, 먼저 있었던 마정안과 교대한 뒤 일본에서 문화적, 학문적 교류를 이뤘다.